# Bae Geu-rin
Bae Geu-rin (1 de enero de 1989) es una actriz surcoreana.

## Filmografía

### Series de televisión
| Año     | Título                                 | Rol                     | Red       | Ref.  |
| ------- | -------------------------------------- | ----------------------- | --------- | ----- |
| 2006    | Sharp 3                                | Bae Geu-rin             | KBS2      |       |
| 2008    | Lawyers of the Great Republic of Korea |                         | MBC       |       |
| 2008    | My Lady Boss, My Hero                  | Han Eun-seon            | OCN       |       |
| 2009    | Friend, Our Legend                     | Park Sung-ae            | MBC       |       |
| 2009    | You're Beautiful                       | Sa Yu-ri                | SBS       |       |
| 2010    | Once Upon a Time in Saengchori         | Park Bok-soon/Victoria  | tvN       |       |
| 2010    | Smile, Mom                             | Baek Jang-mi (invitada) | SBS       |       |
| 2011    | 49 Days                                | Park Seo-woo            | SBS       |       |
| 2012    | Twelve Men in a Year                   | Oh Hae-ra               | tvN       |       |
| 2013    | You Are the Best!                      | Shin Yi-jung            | KBS2      |       |
| 2013    | Hold My Hand                           | Oh Shin-hee             | MBC       |       |
| 2016    | The Flower in Prison                   | Ga-bi                   | MBC       |       |
| 2021-22 | Uncle                                  | Kim Young-ah            | TV Chosun |       |
| 2022    | It's Beautiful Now                     | So Young-eun            | KBS2      | [ 3 ] |
| 2022-23 | Vengeance of the Bride                 | Hong Jo-yi              | KBS2      | [ 4 ] |
| 2023    | Numbers                                | Jung Si-young           | MBC       | [ 5 ] |

### Cine
| Año  | Título         | Rol    |
| ---- | -------------- | ------ |
| 2015 | The Black Hand | Yoo-mi |

### Vídeos musicales
| Año  | Título de la canción | Artista |
| ---- | -------------------- | ------- |
| 2009 | "What Is Love?"      | Miss $  |